# Liste der Biografien/Vid
Liste der Biografien |
Portal Biografien |
Personensuche
# |
A |
B |
C |
D |
E |
F |
G |
H |
I |
J |
K |
L |
M |
N |
O |
P |
Q |
R |
S |
T |
U |
V |
W |
X |
Y |
Z |
?
 
Va |
Vd |
Ve |
Vh |
Vi |
Vj |
Vl |
Vn |
Vo |
Vr |
Vs |
Vt |
Vu |
Vy
 
Via |
Vib |
Vic |
Vid |
Vie |
Vif |
Vig |
Vih |
Vii |
Vij |
Vik |
Vil |
Vim |
Vin |
Vio |
Vip |
Viq |
Vir |
Vis |
Vit |
Viu |
Viv |
Vix |
Viy |
Viz
Die Liste der Biografien führt alle Personen auf, die in der deutschsprachigen Wikipedia einen Artikel haben. Dieses ist eine Teilliste mit 218 Einträgen von Personen, deren Namen mit den Buchstaben „Vid“ beginnt.

## Vid
- vid Stein, Kurt (* 1935), dänischer Radrennfahrer

### Vida
- Vida, Ben (* 1974), US-amerikanischer Komponist, Multiinstrumentalist, Improvisationsmusiker und Multimediakünstler
- Vida, Domagoj (* 1989), kroatischer FußballspielerDomagoj Vida (* 1989)

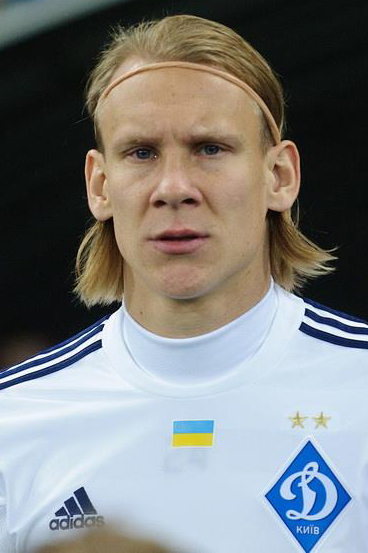
Domagoj Vida (* 1989)

- Vida, Gábor (1929–2022), ungarischer Eiskunstläufer
- Vida, Ivan (* 1995), kroatischer Handballspieler
- Vida, László (1906–1986), ungarischer Radrennfahrer
- Vida, Marcus Hieronymus (1485–1566), italienischer Dichter und Humanist
- Vida, Miklós (1927–2005), ungarischer kommunistischer Politiker, Mitglied des Parlaments
- Vida, Péter (* 1983), deutscher Politiker (BVB/Freie Wähler)
- Vida, Tibor (* 1922), ungarischer Radrennfahrer
- Vida, Vendela (* 1971), US-amerikanische Schriftstellerin, Journalistin und Herausgeberin
- Vidacovich, Johnny (* 1949), amerikanischer Jazzmusiker (Schlagzeug, Komposition)
- Vidaković, Albe (1914–1964), jugoslawischer Pfarrer, Komponist und Musikwissenschaftler
- Vidaković, Igor (* 1983), kroatischer Fußballtorhüter
- Vidaković, Mirko (1924–2002), kroatischer Forstwissenschaftler (Forstbotaniker, Genetiker, Dendrologe)
- Vidaković, Srđan (* 1986), kroatischer Fußballspieler
- Vidaković, Željko (* 1954), kroatischer Handballspieler und -trainer
- Vidal Chamorro, Jesús (* 1974), spanischer Geistlicher, römisch-katholischer Weihbischof in Madrid
- Vidal Claramunt, Marc (* 1976), spanischer Poolbillardspieler
- Vidal i Hernández, Josep Miquel (1939–2013), menorquinischer Physiker
- Vidal i Vidal, Llorenç (* 1936), spanischer Pädagoge, Pazifist und Auto
- Vidal Molina, Mariano (1925–1996), argentinischer Schauspieler
- Vidal Ortiz, Julio César (* 1944), kolumbianischer Geistlicher, emeritierter Bischof von Cúcuta
- Vidal y Barraquer, Francisco de Asís (1868–1943), spanischer Kardinal der römisch-katholischen Kirche und Erzbischof von Tarragona
- Vidal y Cros, Ignacio (1815–1859), spanischer Mediziner und Naturforscher
- Vidal y Fuentes, Alfredo (1863–1926), uruguayischer Politiker
- Vidal, Agustín (* 1987), argentinischer Handballspieler
- Vidal, Aleix (* 1989), spanischer Fußballspieler
- Vidal, Alejandro (* 1897), chilenischer Radrennfahrer
- Vidal, Armin (* 1944), deutscher Ornithologe
- Vidal, Arturo (* 1987), chilenischer FußballspielerArturo Vidal (* 1987)

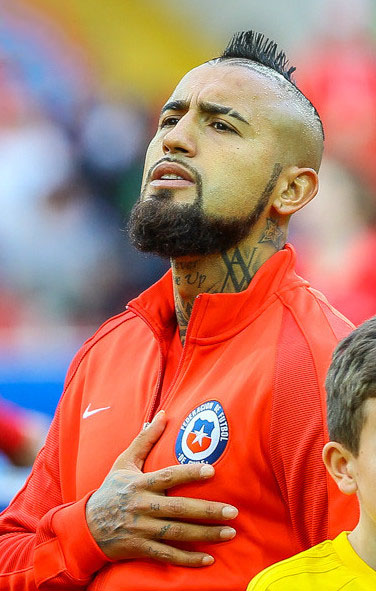
Arturo Vidal (* 1987)

- Vidal, Benjamín (* 1991), chilenischer Fußballspieler
- Vidal, Borja (* 1981), katarisch-spanischer Handballspieler
- Vidal, Caio (* 2000), brasilianischer Fußballspieler
- Vidal, Carlos (1902–1982), chilenischer Fußballspieler
- Vidal, Christina (* 1981), US-amerikanische Schauspielerin und Sängerin
- Vidal, Clément (* 2000), französischer Fußballspieler
- Vidal, Doriane (* 1976), französische Snowboarderin
- Vidal, Émile (1825–1893), französischer Hautarzt
- Vidal, Emilio (* 1929), venezolanischer Radrennfahrer
- Vidal, Ernesto (1921–1974), italienisch-uruguayischer Fußballspieler
- Vidal, Eugene (1895–1969), US-amerikanischer Zehnkämpfer und Luftfahrtpionier
- Vidal, Eugène Vincent (1844–1907), französischer Maler
- Vidal, Euris (1987–2013), dominikanischer Bahn- und Straßenradrennfahrer
- Vidal, Francisco Antonino (1827–1889), Präsident Uruguays
- Vidal, Francisco de Oliveira (* 1964), brasilianischer Geistlicher, römisch-katholischer Bischof von Alagoinhas
- Vidal, Frédérique (* 1964), französische Politikerin (parteilos) und amtierende Ministerin für Hochschulbildung, Forschung und Innovation
- Vidal, Gore (1925–2012), US-amerikanischer SchriftstellerGore Vidal (1925–2012)

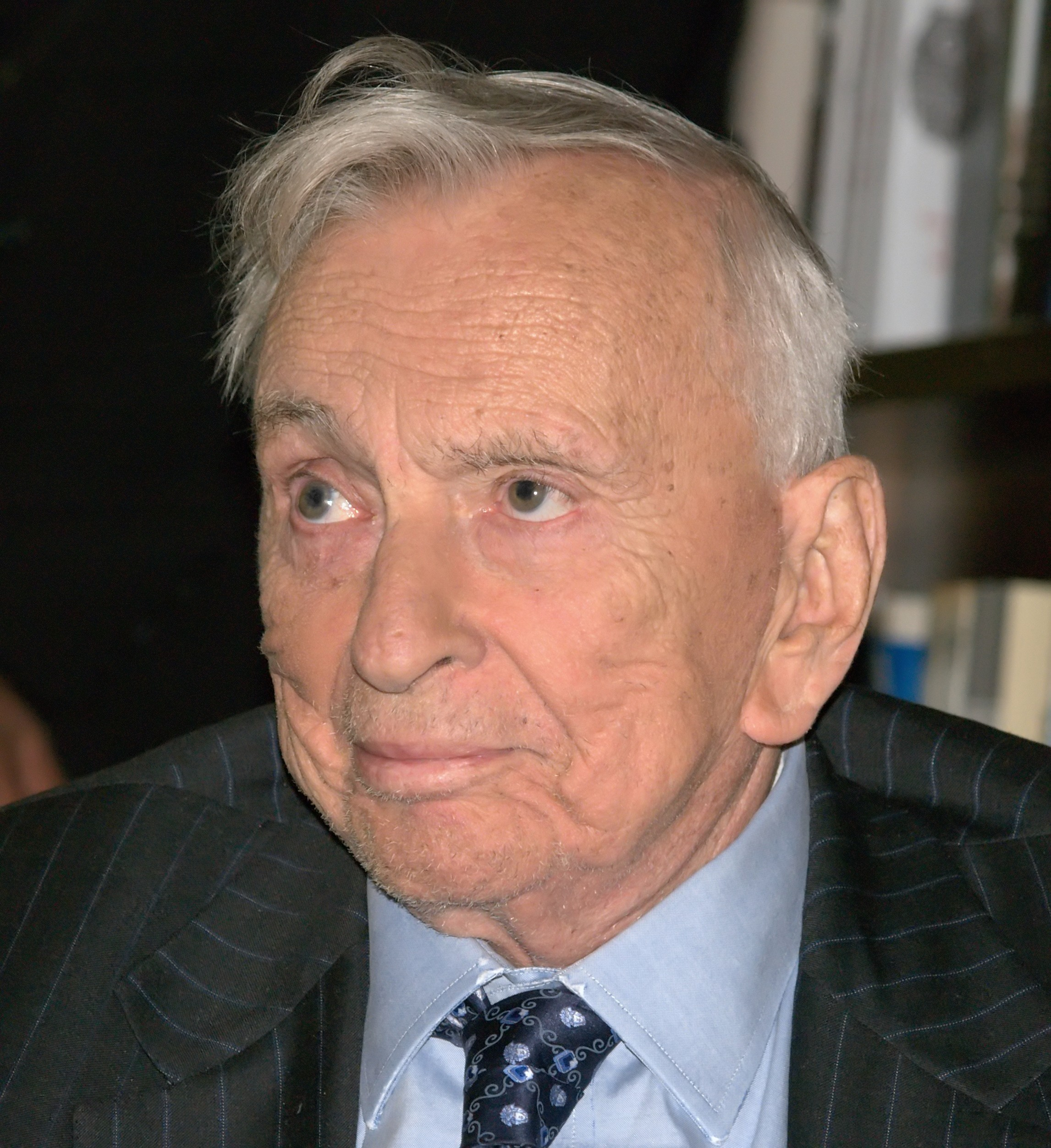
Gore Vidal (1925–2012)

- Vidal, Guy (1939–2002), französischer Comicautor
- Vidal, Helmut (1919–2002), deutscher Geologe
- Vidal, Henri (1919–1959), französischer Schauspieler
- Vidal, Henri Raymond (1862–1938), französischer Chemiker
- Vidal, Ingrid (* 1991), kolumbianische Fußballspielerin
- Vidal, Jacques (* 1949), französischer Bassist des Modern Jazz
- Vidal, Jaume (1606–1689), katalanischer Musiker, Schriftsteller, Bibelwissenschaftler und Mönch aus dem Kloster Montserrat
- Vidal, Javan (* 1989), englischer Fußballspieler
- Vidal, Jean (1789–1867), französischer Violinist und Dirigent
- Vidal, Jean-Pierre (* 1977), französischer Skirennläufer
- Vidal, Joana Marques (1955–2024), portugiesische Juristin und Generalstaatsanwältin
- Vidal, João Evangelista de Lima (1874–1958), portugiesischer Geistlicher
- Vidal, Jorge (1924–2010), argentinischer Tangosänger und -komponist
- Vidal, José (1896–1974), uruguayischer Fußballspieler
- Vidal, Josefina (* 1961), kubanische Politikerin Diplomatin
- Vidal, Joseph (1866–1936), französischer Politiker, Mitglied der Nationalversammlung
- Vidal, Juliette (* 1999), französische Fußballspielerin
- Vidal, Kathi (* 1968), US-amerikanische Anwältin für geistiges Eigentum
- Vidal, Konstantin (1900–1990), deutscher Politiker (CSU)
- Vidal, Laurent (1984–2015), französischer Triathlet
- Vidal, Lisa (* 1965), US-amerikanische Schauspielerin
- Vidal, Lise (1977–2021), französische Regattaseglerin
- Vidal, Lluís (* 1954), spanischer Pianist und Komponist
- Vidal, Lluïsa (1876–1918), spanische (katalanisch) Malerin
- Vidal, Louis (1831–1892), französischer Bildhauer
- Vidal, Lucas (* 1984), spanischer Filmkomponist
- Vidal, Luis (1916–1999), chilenischer Fußballspieler
- Vidal, Maikel (* 2000), kubanischer Weitspringer
- Vidal, Marc (* 1991), französischer Fußballtorhüter
- Vidal, María, spanische Sängerin
- Vidal, María Eugenia (* 1973), argentinische Politikerin
- Vidal, Melchiorre (1837–1911), spanischer Opernsänger (Tenor) und Gesangspädagoge
- Vidal, Michel (* 1824), US-amerikanischer Politiker
- Vidal, Nacho (* 1973), spanischer Pornodarsteller und PornofilmregisseurNacho Vidal (* 1973)

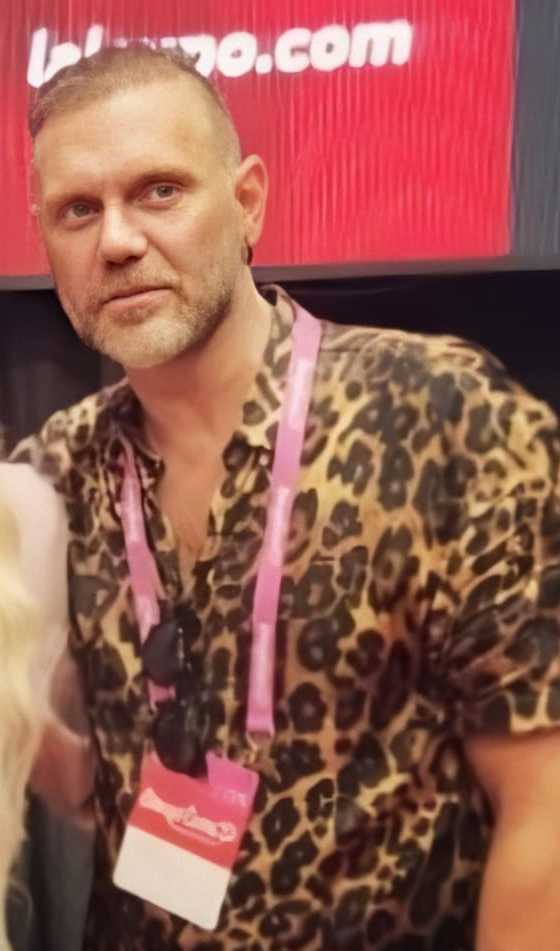
Nacho Vidal (* 1973)

- Vidal, Nacho (* 1995), spanischer Fußballspieler
- Vidal, Nicole (1928–2003), französische Schriftstellerin
- Vidal, Nina, US-amerikanische Singer-Songwriter-Künstlerin und Pianistin
- Vidal, Paul (1863–1931), französischer Komponist
- Vidal, Pavel, kubanischer Wirtschaftswissenschaftler und Hochschullehrer
- Vidal, Pedro (1777–1846), uruguayischer Politiker
- Vidal, Peire, okzitanischer Trobador
- Vidal, Philippe (* 1941), französischer Autorennfahrer
- Vidal, Pierre (1848–1929), französischer Historiker, Bibliothekar und Bibliograf
- Vidal, Pierre (1906–1967), französischer Unternehmer und Politiker
- Vidal, Rafael (1964–2005), venezolanischer Schwimmer
- Vidal, Raymond (1896–1991), französischer Politiker, Mitglied der Nationalversammlung
- Vidal, Ricardo J. (1931–2017), philippinischer römisch-katholischer Geistlicher, Erzbischof von Cebu und Kardinal
- Vidal, Robert (* 1933), französischer Radrennfahrer
- Vidal, Sergi (* 1981), spanischer Basketballspieler
- Vidal, Tchan Tchou (1923–1999), französischer Gitarrist
- Vidal, Vanessa (* 1974), französische Skirennläuferin
- Vidal-Naquet, Pierre (1930–2006), französischer Historiker
- Vidal-Quadras Roca, Alejo (* 1945), spanischer Politiker (PP, Vox), MdEP
- Vidales, Raúl (1943–1995), mexikanischer Befreiungstheologe
- Vidali, Lynn (* 1952), US-amerikanische Schwimmerin
- Vidali, Tamara (* 1966), italienische Automobilrennfahrerin
- Vidali, Vittorio (1900–1983), italienischer Politiker, Mitglied der Camera dei deputati und GPU-Agent
- Vidalie, Albert (1913–1971), französischer Schriftsteller
- Vidalies, Alain (* 1951), französischer Politiker (PS), Mitglied der Nationalversammlung
- Vidanage, Chinthana (* 1981), sri-lankischer Gewichtheber
- Vidangossy, Mathías (* 1987), chilenischer Fußballspieler
- Viðar Örn Kjartansson (* 1990), isländischer Fußballspieler
- Vidart, Camille (1854–1930), französisch-schweizerische Gymnasiallehrerin und Frauenrechtlerin
- Vidart, Daniel (1920–2019), uruguayischer Anthropologe und Essayist
- Vidart, Daniel L., uruguayischer Politiker
- Vidart, Raúl, uruguayischer Politiker
- Vidarte, Francisco Javier (1970–2008), spanischer Philosoph, Schriftsteller und LGBT-Aktivist
- Vidarte, Walter (1931–2011), uruguayischer Schauspieler
- Vidáts, Réka (* 1979), ungarische Tennisspielerin
- Vidaurre, Martín (* 2000), chilenischer Mountainbiker
- Vidav, Ivan (1918–2015), jugoslawischer Mathematiker

### Vide
- Vide, Jacobus, franko-flämischer Komponist, Sänger, Organist und Hofbeamter
- Videau, Frédéric (* 1964), französischer Drehbuchautor und Filmregisseur
- Videbæk, Rasmus (* 1973), dänischer Kameramann
- Videira Pereira, Jayson (* 2005), luxemburgischer Fußballspieler
- Videkull, Kalle (* 1988), schwedischer E-Sportler
- Videkull, Lena (* 1962), schwedische Fußballspielerin und -trainerin
- Videla, Claudio (* 1982), chilenischer Fußballspieler
- Videla, Jorge Rafael (1925–2013), argentinischer Militär und PolitikerJorge Rafael Videla (1925–2013)

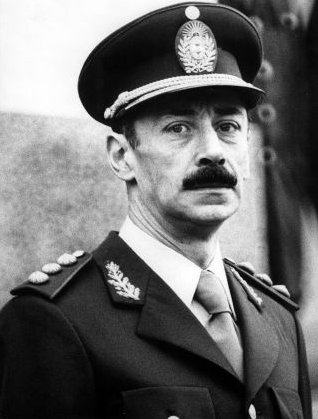
Jorge Rafael Videla (1925–2013)

- Videlier, Philippe (* 1953), französischer Schriftsteller und Historiker
- Videll, Linus (* 1985), schwedischer Eishockeyspieler
- Videmont, Hugo (* 1993), französischer Fußballspieler
- Videnieks, Alfrēds (1908–2002), lettischer bzw. sowjetischer Theater- und Film-Schauspieler
- Videnoff, Boian (* 1987), bulgarischer Dirigent
- Viderø, Kristian Osvald (1906–1991), färöischer Dichter, Vikar und Bibelübersetzer
- Vides, Jorge (* 1992), brasilianischer Sprinter
- Videsott, Paul (* 1971), italienischer Sprachwissenschaftler und Professor für Romanische Philologie
- Videsott, Renzo (1904–1974), italienischer Alpinist und Umweltschützer

### Vidg
- Vidgeon, Robin (* 1939), britischer Kameramann

### Vidi
- Vidic, Fran (1872–1944), slowenischer Publizist
- Vidic, Matija (* 2000), slowenischer Skispringer
- Vidić, Nemanja (* 1981), serbischer Fußballspieler
- Vidic, Teja (* 1998), slowenische Schachspielerin
- Vidick, Thomas (* 1982), belgischer Informatiker
- Vidie, Lucien (1805–1866), französischer Erfinder des Aneroid-Barometers
- Vidiella i Esteba, Carles Gumersind (1856–1915), katalanischer Pianist, Musikpädagoge und Komponist
- Vidigal, Luís (* 1973), portugiesischer Fußballspieler
- Vidilles, Jean-Claude (1928–1997), französischer Autorennfahrer
- Vidino, Lorenzo G. (* 1977), italienischer Politikwissenschaftler und Extremismusforscher
- Vidinski, Emanuil A. (* 1978), bulgarischer Schriftsteller, Musiker und Journalist
- Vidit, Santosh Gujrathi (* 1994), indischer SchachspielerSantosh Gujrathi Vidit (* 1994)

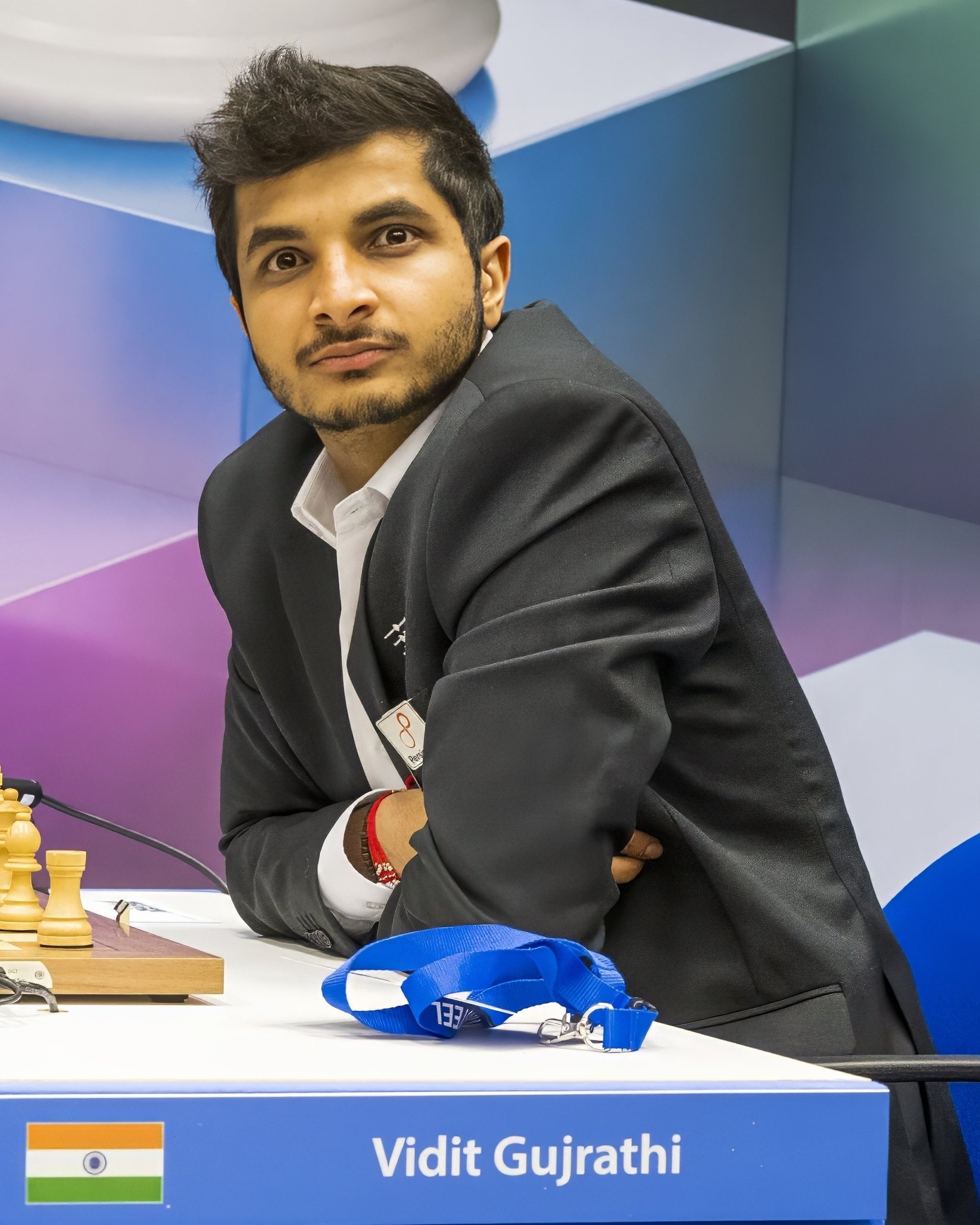
Santosh Gujrathi Vidit (* 1994)

### Vidk
- Vidkunn Erlingsson, norwegischer Ritter

### Vidm
- Viďmanová, Darja (* 2003), tschechische Tennisspielerin
- Vidmar, Anton (* 2000), slowenischer Biathlet
- Vidmar, Aurelio (* 1967), australischer Fußballspieler und Fußballtrainer
- Vidmar, Gašper (* 1987), slowenischer Basketballspieler
- Vidmar, Janja (* 1962), slowenische Kinder- und Jugendbuchautorin sowie Szenaristin
- Vidmar, Josip (1895–1992), slowenischer Literaturkritiker, Essayist und Politiker
- Vidmar, Luka (* 1986), slowenischer Eishockeyspieler
- Vidmar, Maja (* 1985), slowenische Sportkletterin
- Vidmar, Marjan (* 1960), jugoslawischer Biathlet
- Vidmar, Miha (* 1997), slowenischer Fußballspieler
- Vidmar, Milan (1885–1962), jugoslawischer Ingenieur der Elektrotechnik, Hochschullehrer und Schachgroßmeister
- Vidmar, Milan junior (1909–1980), jugoslawischer Ingenieur und Internationaler Schachspieler
- Vidmar, Peter (* 1961), US-amerikanischer Kunstturner
- Vidmar, Petra (* 1972), deutsche Fußballspielerin
- Vidmar, Tony (* 1970), australischer Fußballspieler

### Vidn
- Vidnyánszky, Attila (* 1964), ungarischer Theaterregisseur und -intendant

### Vido
- Vidocq, Eugène François (1775–1857), französischer Verbrecher, Begründer der modernen KriminalistikEugène François Vidocq (1775–1857)

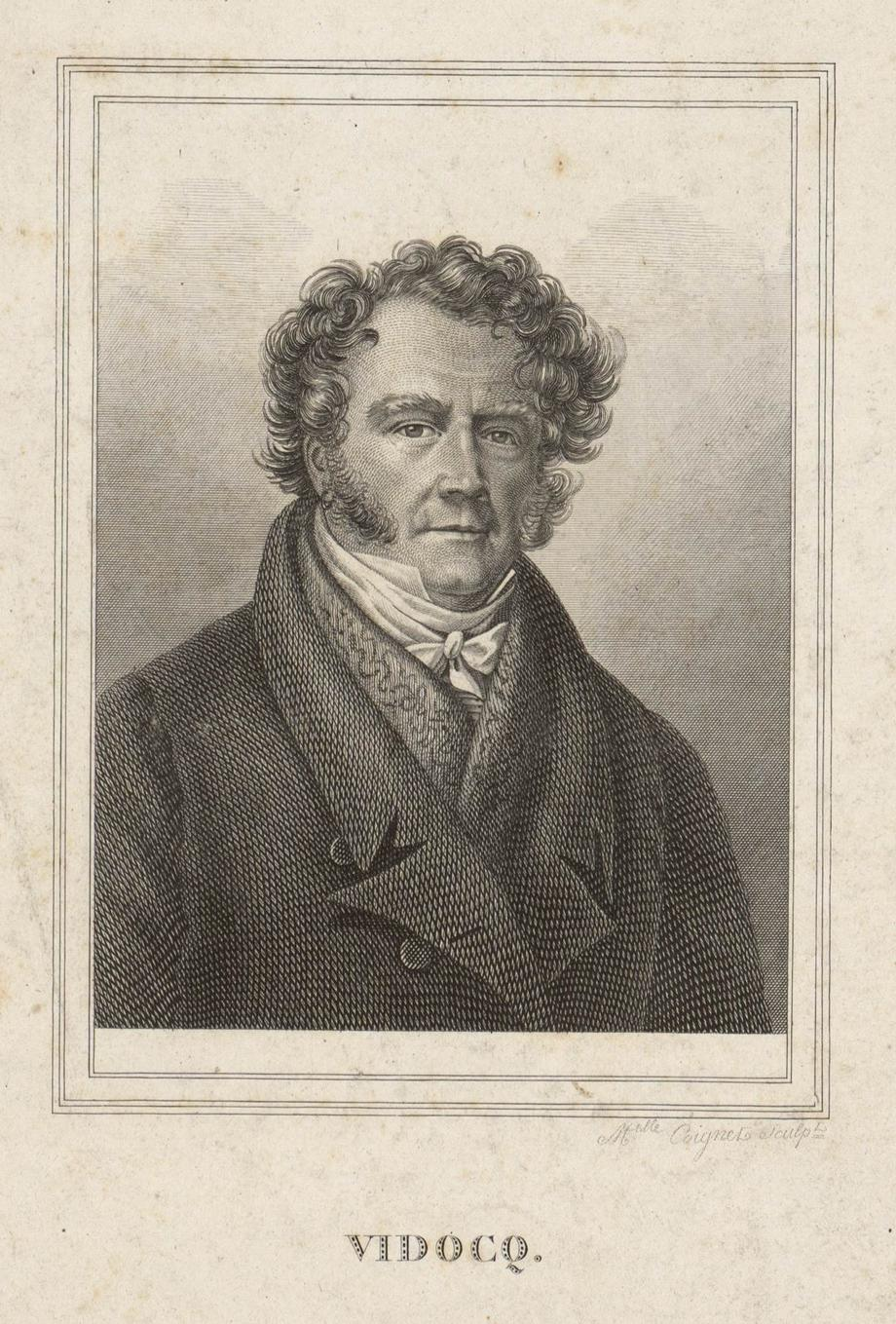
Eugène François Vidocq (1775–1857)

- Vidojković, Bogdan (* 2003), serbischer Hürdenläufer
- Vidolin, Alvise (* 1949), italienischer Tonregisseur, Computermusiker, Interpret elektronischer Livemusik und Musikpädagoge
- Vidoni, Pietro (1759–1830), italienischer Kardinal der Römischen Kirche
- Vidonyak, Roman (* 1972), deutscher Schachspieler und -trainer
- Vidor, Charles (1899–1959), US-amerikanischer Regisseur
- Vidor, Florence (1895–1977), US-amerikanische Schauspielerin der Stummfilmzeit
- Vidor, Katalin (1903–1976), ungarische Zeitzeugin und Überlebende des Holocaust
- Vidor, King (1894–1982), US-amerikanischer RegisseurKing Vidor (1894–1982)

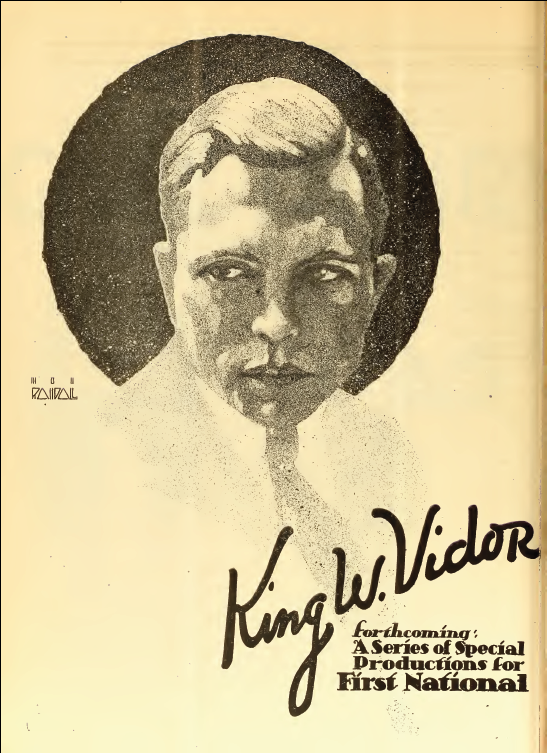
King Vidor (1894–1982)

- Vidor, Ladislaus (1914–1965), ungarisch-US-amerikanischer Filmeditor
- Vidor, Zoltan (1910–1994), ungarischer Kameramann
- Vidorreta, Sara (* 1999), spanische Schauspielerin
- Vidos, Benedek Elemér (1902–1987), ungarisch-niederländischer Romanist
- Vidosa, Roger (* 1984), andorranischer Skirennläufer
- Vidosic, Dario (* 1987), australischer Fußballspieler
- Vidossich, Rudolf (1872–1929), österreichischer Offizier und Oberstbrigadier
- Vidot, Devika (* 1988), seychellische Politikerin
- Vidot, Jacky (* 1964), französischer Fußballspieler und -trainer
- Vidot, Noël (* 1962), französischer Fußballspieler, Fußballtrainer und Fußballfunktionär
- Vidotto, Matheus (* 1993), brasilianisch-italienischer Fußballspieler
- Vidoudez, Alfred (1879–1943), Schweizer Geigenbauer
- Vidov, Oleg (1943–2017), russisch-US-amerikanischer Schauspieler, Filmregisseur und Produzent
- Vidovenyecz, Anna (* 1996), ungarische Fußballspielerin
- Vidović, Albin (1943–2018), jugoslawischer Handballspieler und kroatischer Sportfunktionär
- Vidović, Ana (* 1980), kroatische klassische GitarristinAna Vidović (* 1980)

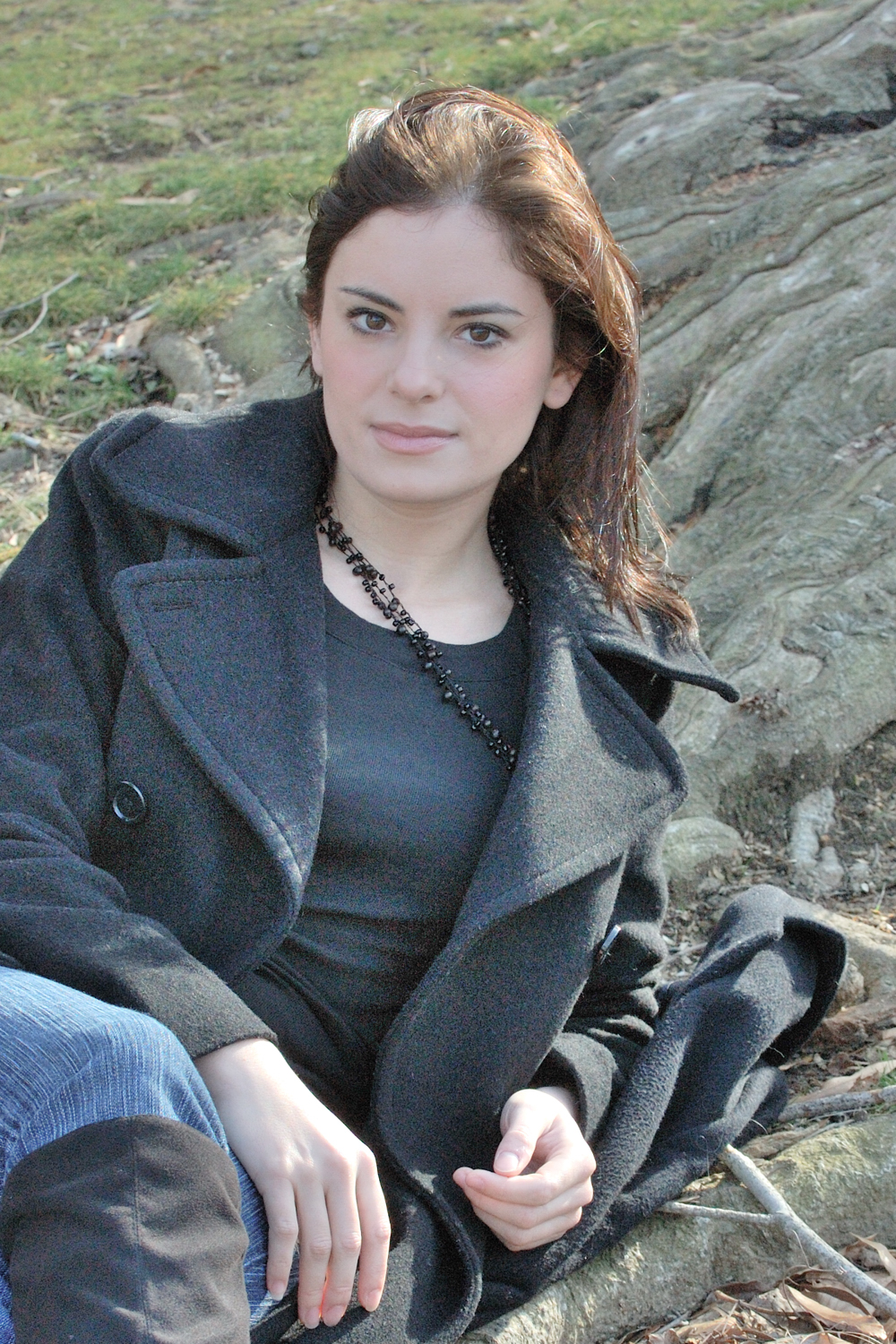
Ana Vidović (* 1980)

- Vidović, Antonio (* 1989), bosnischer Fußballspieler
- Vidović, Gabriel (* 2003), kroatisch-deutscher Fußballspieler
- Vidovic, Izabela (* 2001), US-amerikanische Schauspielerin
- Vidović, Jovan (* 1989), slowenischer Fußballspieler
- Vidović, Martin (* 1953), kroatischer Geistlicher, römisch-katholischer Erzbischof und Diplomat des Heiligen Stuhls
- Vidović, Matej (* 1992), kroatischer Fußballspieler
- Vidović, Matej (* 1993), kroatischer Skirennläufer
- Vidović, Ranko (* 1961), kroatischer Geistlicher und römisch-katholischer Bischof von Hvar
- Vidović, Željko (* 1975), deutsch-bosnischer Zeichner, Filmemacher, Autor, Schauspieler und Produzent
- Vidovšek, Matevž (* 1999), slowenischer Fußballtorhüter
- Vidovszky, László (* 1944), ungarischer Komponist
- Viðoy, Heini (* 1997), färöischer Fußballschiedsrichter
- Vidoz, Paolo (* 1970), italienischer Boxer

### Vidr
- Vidrașcu, Paul (* 1901), rumänischer Rugbyspieler
- Vidrighin, Stan (1876–1956), Bürgermeister von Temeswar
- Vidrio, Manuel (* 1972), mexikanischer Fußballspieler
- Vidrio, Nailea (* 2003), mexikanische Fußballspielerin
- Vidrio, Néstor (* 1989), mexikanischer Fußballspieler
- Vidromagius, antiker römischer Toreut

### Vids
- Viðstein, Maurentius Sofus (1892–1971), färöischer Publizist (Sosialurin) und Politiker ((Javnaðarflokkurin)), Mitbegründer der sozialdemokratischen Partei

### Vidt
- Vidts, Noor (* 1996), belgische Siebenkämpferin

### Vidu
- Viduka, Jiena (* 1998), deutsche Schauspielerin
- Viduka, Mark (* 1975), australischer FußballspielerMark Viduka (* 1975)

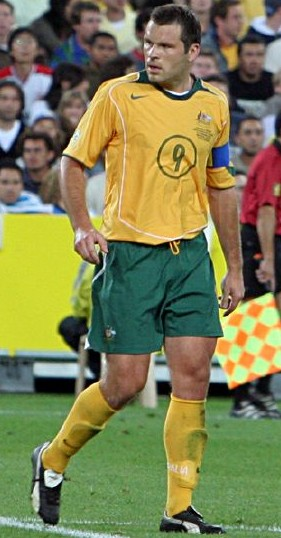
Mark Viduka (* 1975)

- Vidūnas, Alis (1934–2009), litauischer Politiker und Manager

### Vidy
- Vidyadhar, Jandhalaya Bagavan Srinivas (* 1979), indischer Badmintonspieler
- Vidyasagar, Ishwar Chandra (1820–1891), indischer Sozialreformer und Gelehrter

### Vidz
- Vidžiūnas, Arvydas (* 1962), litauischer Sprachwissenschaftler, Baltist und Politiker